# Tepatlaxco de Hidalgo
Tepatlaxco de Hidalgo es un municipio mexicano, cuya cabecera es el pueblo del mismo nombre, localizado en la parte central del estado de Puebla. Limita al norte con el estado de Tlaxcala, al sur con Amozoc y Acajete, al oeste con Acajete y al este con Amozoc, y el municipio de Puebla.Tepatlaxco es parte de la Zona Metropolitana de Puebla-Tlaxcala.

## Toponimia
Según Felipe Franco, Tepatlaxco deriva de las raíces que conforman el nombre Tepatlaxco: tepa: tapia de piedras; tla: abundancia e ixco, cara, superficie. Las palabras "Tepatlaxco" significan "llano donde abundan los pedregales". A Tepatlaxco se le atribuye esta toponimia porque es un lugar muy pedregoso debido a que se encuentra muy cerca de las Faldas de la Malintzi.
En la actualidad, la traducción utilizada oficialmente es la de “llano donde abundan los pedregales”.
Pero si se remite al vocabulario de Fray Alonso De Molina, se puede apreciar que existe el verbo tepatlachoa: machucar o quebrantar algo con piedra; y co: lugar de. Con esto, se puede realizar la siguiente traducción: lugar donde se machuca o quebranta algo con piedra. Existe también la palabra tepatlachico, formada por: tetl: piedra; patlachic: cosa ancha; y co: lugar de. Puede traducirse como: lugar de la piedra ancha.

## Historia
Se desconoce con exactitud la fecha de refundación de San Sebastián Tepatlaxco, aunque, erróneamente se maneje una fecha en una placa recién colocada en el interior de la iglesia. Durante la Revolución de 1910 destacaron por su valor el general Lorenzo Morales y el capitán Camilo Romero Crisóstomo, ambos nativos de este lugar que pelearon con el general Francisco Villa y el general Francisco Murguía.
Perteneció al Antiguo Distrito de Tepeaca hasta el 12 de julio de 1926 en que se constituyó en Municipio Libre, añadiéndole el nombre de Hidalgo y designando al pueblo de Tepatlaxco de Hidalgo, como cabecera Municipal.

### Época prehispánica
En el año 1168, llegaron a la región de Cholula, procedentes de Colhuacatepec Chicomoztoc, siete pueblos chichimecas: los cuauhtinchantlaca–moquiuixca, los totomiuaque, los acolchichimeca, los tzauhteca, los zacateca, los texcalteca y los malpantlaca.[1] Tras someter a los grupos que habitaban previamente la zona —principalmente olmecas y xicalancas—, estos pueblos recibieron tierras y mujeres como recompensa, estableciendo así sus asentamientos en distintas partes del valle.
Entre estos grupos, destacaron los cuauhtinchantlaca–moquiuixca, quienes se asentaron al oriente, en la zona de Cuauhtinchan, dentro de cuyos dominios se encontraba el actual territorio del municipio. La presencia de estos pueblos queda evidenciada en documentos pictográficos como los códices de Cuauhtinchan 2 y 4, así como en restos arqueológicos como el tetel ubicado en las afueras del pueblo, probablemente correspondiente a esa época.
El señorío chichimeca de Cuauhtinchan tuvo vigencia entre 1175 y 1398, año en que fue conquistado por los tlatelolcas. Posteriormente, los popolocas de Oztoticpac asumieron el control político de la región, gobernando entre 1398 y 1441. Luego de un período de 25 años de inestabilidad, los cuauhtinchantlaca solicitaron el apoyo del ejército mexica, que, bajo el mando de Axayácatl, conquistó Tepeyacac Tlayhtic en 1466.
La dominación mexica trajo consigo transformaciones políticas y territoriales que se mantuvieron hasta 1520, cuando Hernán Cortés llevó a cabo la conquista de Tepeaca y de las regiones aledañas.

### Periodo virreinal
Pocos son los datos con que se cuenta en torno al acontecer en esta región durante el periodo virreinal. Sin embargo, la información existente puede brindar una idea clara de lo que ocurrió en la región entre los siglos XVI y principios del XIX. Una vez conquistada la región, Cortés da en encomienda (consistía en la asignación de un número determinado de indígenas a un español, para que trabajaran sus tierras, a cambio de lo cual el beneficiario se comprometía a evangelizar a los pueblos conquistados), asignando la de Tepeaca a Pedro Almíndez Chirino, la cual en 1526 pasa a Alonso de Estrada, aunque en este mismo año Almíndez Chirinos la recupera hasta 1544.
Entre los años de 1550 y 1555, Luis de Velasco, virrey de la Nueva España, y Carlos V, rey de España, conceden a don Francisco Cuapinto la refundación del pueblo de Tepatlasco o Tepatlachico Sacatetelco Xochititlan bajo la advocación de San Sebastián, tras lo cual se construyó el templo respectivo, quedando a su cargo los religiosos de la orden franciscana.
En el documento y pintura dejada por don Francisco Cuapinto se pueden apreciar los límites de Tepatlaxco.
Tras la fundación de la ciudad de Puebla en 1531, la influencia de los comerciantes poblanos provocó que se construyera un ramal del camino México–Veracruz que partía de Cáceres (actualmente Oriental), pasando por Nopalucan y Amozoc. Para dicha construcción, la participación con mano de obra de Tepatlaxco fue de mucha importancia, y así lo indican los Anales de Tepeaca, en donde se lee: “A la compostura del camino vinieron de los pueblos de Santa Cruz, Santa María, San Sebastián Tepatlachico”.
A finales del siglo XVI se crean la mayor parte de las haciendas de españoles de la región, y para la primera mitad del siglo XVII, la Alcaldía de Tepeaca contaba con más de 300 haciendas y ranchos, cuya expansión afectó los límites territoriales de Tepatlaxco: en 1709, Juan Lorenzo, alcalde del pueblo, manifiesta los nuevos límites de Tepatlaxco, afectados ya por las haciendas de Santa María, Vallarte y la de Cansino. En 1787, año en que se organizan las intendencias borbónicas, Tepatlaxco permaneció como pueblo sujeto a Tepeaca.

### Periodo del México independiente
La situación económica, geográfica y política prevaleciente en Tepatlaxco durante el virreinato continuó al menos hasta la década de 1860. En el año de 1849, las Memorias sobre la administración del Estado de Puebla comprenden un total de 162 municipalidades repartidas en 8 grandes departamentos, en los cuales nuestro municipio no aparece, pues continuó perteneciendo al municipio de Tepeaca. Entre los cambios generados a nivel nacional en la década de 1850, la Ley Lerdo (por Miguel Lerdo de Tejada), de 1856, fue la que más repercutió en la vida política de Tepatlaxco, dicha ley obligaba a las corporaciones civiles eclesiásticas a vender las casas y terrenos que no estuvieran ocupando a quienes los arrendaban para que esos bienes produjeran mayores riquezas en beneficio de más personas, Tepatlaxco en ese momento era arrendatario, de Tepeaca, de gran parte del monte de la Malintzi, para lo cual se propuso como comprador de dichas tierras, justificándose como poseedor de ellas desde tiempos inmemorables.
En 1889, el alcalde Pedro Quiñones realizó en los archivos nacionales una búsqueda que le permitiera delimitar la extensión de Tepatlaxco, con ello se inicia, a mi parecer, el proceso por obtener el grado de municipio y rescatar los territorios absorbidos por las haciendas. Otra medida tomada, fue la de comprar tierras a las haciendas, como fue el caso de la compra, en la última década del siglo XIX, y la repartición de los lotes en que fue dividida la hacienda de San Sebastián Cansino en 1913.

### Tepatlaxco en la Revolución Mexicana
Durante el proceso de la revolución, la influencia de la ideología de Emiliano Zapata llegó hasta Tepatlaxco, pues para el año de 1913 a algunos de sus habitantes se les acusa de zapatistas, debido al ataque perpetuado a la hacienda de San Diego Pinal.
En el año de 1924, Agustín Ramírez, apoderado legal del pueblo gestiona la devolución de las tierras y aguas del monte de la Malintzi, para ello muestra el mapa y títulos dejados por don Francisco Cuapinto, aunque no se llega al principal objetivo, a Tepatlaxco se le asigna una cantidad importante de tierras como ejidos del pueblo.
A inicios de 1926 cuando se logra concluir el proceso de obtener el título de municipio y desde entonces oficialmente se llama Tepatlaxco de Hidalgo, por decreto que expidió la H. Legislatura Local al erigirla en Municipio, con el fin de perpetuar la memoria del insigne iniciador de la independencia nacional, D. Miguel Hidalgo y Costilla.

### Tepatlaxco en el México contemporáneo
Tepatlaxco ha emergido como una población importante para el Estado de Puebla. En los 70, Señora Cano se convierte en una de las primeras secretarias de Tepatlaxco en trabajar en Puebla.
En mayo del 2007, Gabriel Morales Valdez originario de Tepatlaxco, gana primera competencia MOS (Microsoft Office Specialist) a nivel estatal para así competir a nivel nacional en el Final celebrada el 25 de mayo del mismo año en la ciudad de Querétaro compitiendo así con prestigiosas escuelas de todo el país, donde obtiene el Segundo Lugar.
En septiembre de 2007, Andrés Manuel López Obrador visitó Tepatlaxco con motivo de dar discurso como Presidente de México. En julio del 2008, el presidente municipal de Tepatlaxco, Placido Jorge Bonilla, fue bloqueado para entrar a la Presidencia Municipal de Tepatlaxco. Este es el primer problema gubernamental que enfrenta el municipio. Después de negociaciones, en julio de 2010, el presidente Placido Jorge Bonilla es acusado por evasión de recursos gubernamentales. Es destituido y sustituido por Horacio de Los Santos. En julio de 2010, El Partido del Trabajo (PT) se convierte en el primer pequeño partido en gobernar Tepatlaxco al derrotar al Partido Acción Nacional (PAN) en las elecciones para presidente municipal del 2011.
En 2012, Abarrotes Junior se convierte en una de las tiendas más longevas de Tepatlaxco porque ha brindado más de 20 años de servicio a la comunidad. En enero del 2012, la Benemérita Universidad Autónoma de Puebla establece el primer convenio con la Escuela Juan de la Barrera para solicitar practicantes que apoyarán los servicios requeridos por la escuela. En febrero del 2012, el cardenal de Puebla Víctor Sánchez Espinosa celebra en Tepatlaxco una de las misas con motivos de la celebración del San Sebastián. Es una de las más importantes de Tepatlaxco. En mayo de 2016, habrá un profesional egresado de maestría de la Universidad de Nantes, Francía. Convirtiéndose así el primer maestro de tepatlaxco egresado de una universidad en el extranjero.

### Elevación a la categoría de municipio con el nombre de Tepatlaxco de Hidalgo, Puebla
El 16 de agosto de 1926, los habitantes de la todavía Junta Municipal Provisional Municipal de Tepatlaxco daban conocimiento al presidente de Tepeaca sobre la elevación a la categoría de municipio, de la siguiente manera: "La H. Junta Municipal Provisional que presido de este nuevo Municipio tiene a bien comunicar a usted para su conocimiento que, con el nombre de "Tepatlaxco de Hidalgo" es erigido en Municipio, contando con la misma población, debiendo corresponderle los límites que tiene en la actualidad".
Resultando electo como presidente provisional el C. Rosendo Morales, pero es hasta el día 8 de mayo de 1927 cuando se le otorga el decreto de Municipio, en donde se manifiesta lo siguiente: En sesión celebrada por este H. Ayuntamiento el día de hoy, tuvo a bien aprobar lo siguiente:
UNICO:
Inscríbase al dorso del Diploma que contiene el Decreto de la XXVII Legislatura del Estado por el cual se erigió en Municipio este pueblo el nombre de todas y cada una de las personas que directamente intervinieron ante las autoridades del Estado a efecto de lograr la formación del mencionado municipio, especificando sus respectivos caracteres. Cúmplase. El presidente municipal, Bonifacio Galicia; secretario, Juan Ramírez; rubricas.
En cumplimiento del anterior, hago constar que las personas a que se refiere el acuerdo son:
T. Ignacio Barranco, que era Presidente de la Junta Auxiliar Municipal; Agustín Ramírez, Representante General del Pueblo; Sebastián Flores, Francisco Martínez, Rosendo Morales, que fue el primer Presidente del Municipio, Domingo Pérez, Santiago Ramírez, Blas Montero, Faustino Flores, Feliciano Flores, Norberto Barranco, Cruz Barranco, Simón Barranco, Manuel González, Domingo Habana, Antonio Lázaro, Pablo Evangelista, Reyes Morales, Manuel Ramírez, Manuel Rayado, Ignacio Antonio, Santos Peralta, Antonio Fermín, Antonio Juárez, Antonio Chávez, José María López, Daniel Juárez, Fortino Galicia, Juan Ramírez, Tomás Ramírez, Albino Colón, Pedro Susano, Toribio de Jesús, Gregorio de Jesús, Gregorio Sánchez, Marcelino Sánchez, Emilio Sánchez, Bartolomé Sánchez, Atilano González, Sebastián Susano, Sebastián Sánchez, Amado Ramírez, Lázaro Ramírez, Ciriaco Ramírez, Antonio Quiñónez, Anastasio Flores, Felix Librado, Marcos Torres, Antonio Pablo, Gabino Juárez, Blas Téllez, Agustín Ramírez 2.º. Rutildo Pérez, Juan Pérez, Juan Reyes, Manuel Cuauhtemoc, Leocadio Morales, Juan Torres, Santiago Pérez, Lucas Alvarado, Jesús Pérez, Lorenzo Domingo, Agustín Rosas, Carlos Flores, Sebastián Flores, Ruperto Gutiérrez, Secundino Ramírez, y Bonifacio Galicia, segundo y actual presidente municipal.
Tepatlaxco de Hidalgo, a ocho de mayo de mil novecientos veintisiete.

## Geografía

### Orografía
En el municipio confluyen dos regiones morfológicas; convencionalmente se considera que de la cota 2,500 hacia el norte forma parte de las faldas inferiores de La Malinche, y de la misma cota hacia el sur, al valle de Tepeaca. El municipio muestra como característica topográfica principal, un descenso constante e irregular de norte a sur, que se va suavizando conforme se avanza al sur hasta nivelarse el terreno. La altura del municipio oscila entre 2360 y 3400 metros sobre el nivel del mar.

### Hidrografía
El municipio pertenece a la cuenca del río Atoyac, una de las más importantes del estado; no cuenta con corrientes superficiales importantes, tan sólo arroyos intermitentes que bajan de La Malinche, se concentran en el valle de Tepeaca para unirse posteriormente al Atoyac.

### Clima
El municipio se ubica dentro de la zona de climas templados del valle de Tepeaca; muestra un descenso constante de temperatura conforme se avanza de sur a norte. Predomina el clima templado subhúmedo con lluvias en verano identificándose en un área muy reducida del extremo sureste y también en las faldas inferiores de la Malinche. Asimismo se presenta el clima semifrío subhúmedo con lluvias en verano localizándose en las partes más altas del volcán de La Malinche, excluyendo la cumbre que presenta un clima frío.

### Principales ecosistemas
El municipio ha sufrido una fuerte deforestación, pues cuando menos el norte debe haber estado cubierto de bosques de coníferas en las faldas de La Malinche; quedan sólo unos vestigios de pinos cerca de la frontera con Tlaxcala. Tanto la zona del valle, como en las áreas deforestadas se han abierto al cultivo.

### Recursos naturales
Recursos madereros como los bosques de pino y encino; también cuenta con zonas boscosas aptas para la explotación silvícola. Así como Bancos de arena que utilizan para la construcción de casas.

### Características y uso de suelo
En el municipio se identifican suelos pertenecientes a dos grupos que a continuación se describen:

#### Regosol
Es el suelo predominante; se presenta en las faldas inferiores de La Malinche y presenta fase pedregosa (fragmentos de roca o de tepetate de 7.5 centímetros de diámetro).

#### Fluvisol
Se presenta en las áreas bajas del municipio; presenta fase pedregosa.

## Política

### Gobierno
El municipio cuenta únicamente con una localidad siendo esta la cabecera municipal.

### Reorganización política
El municipio pertenece a la región socioeconómica "V" con cabecera en la ciudad de Puebla, Pue; al distrito local electoral 17 con cabecera en Amozoc, al distrito federal electoral 7 con cabecera distrital en Tepeaca, al distrito judicial 15 con sede en Tepeaca, además pertenece a la Jurisdicción Sanitaria (SS) 09 con sede en el municipio de Tepexi de Rodríguez y a la corde (SEP) 09 con cabecera en Tepeaca.

### Presidentes municipales anteriores
| Presidentes Municipales      | Período   |  |
| ---------------------------- | --------- |  |
| Celso Rosas Paredes          | 1972-1975 |  |
| Susano Pérez Pérez           | 1975-1978 |  |
| Fernando Sánchez Padilla     | 1978-1981 |  |
| Rubén Flores Sánchez         | 1978-1981 |  |
| Juan Morales Lorenzo         | 1984-1987 |  |
| Vicente Sánchez Amado        | 1987-1990 |  |
| José Bonilla González        | 1990-1993 |  |
| Oliverio González Ortega     | 1993-1996 |  |
| Ciro Morales Flores          | 1996-1999 |  |
| Leonardo Carpintero Pablo    | 1999-2002 |  |
| Gastón Morales Ramírez       | 2002-2005 |  |
| Ramiro Bonilla Guevara       | 2005-2008 |  |
| Placido Jorge Bonilla Juárez | 2008-2011 |  |
| Julián Guevara González      | 2011-2014 |  |
| Esdras Bonilla Flores        | 2014-2018 |  |
| Calixto González Montero     | 2018-2021 |  |
| René Ramirez Coyotl          | 2021-2024 |  |

## Cultura

### Fiestas, Danzas y Tradiciones Fiestas Populares
El 20 de enero, fiesta patronal a San Sebastián; Domingo de Ramos y el 12 de diciembre a la Virgen de Guadalupe; éstas se celebran con misas, juegos pirotécnicos, juegos mecánicos, adornos florales y bailes populares. Siendo el día 20 de enero la fiesta más importante ya que desde tiempos del virreinato los habitantes de Tepatlaxco demostraron su devoción al santo Patrono, celebrando dicho día dando de comer a sus asistentes, así lo afirma un documento de fecha 4 de febrero de 1659: cada año celebran en su pueblo la festividad del señor San Sebastián como advocación de su pueblo y para su celebración y dar de comer a los naturales que aquel día acuden matan un toro o novillo.
En el carnaval se realiza el baile de Contradanzas, este baile se ha vuelto como un signo de identificación para nuestro pueblo, pues aunque es una influencia europea de la Edad Media, ha sufrido cambios que la hacen especial y particular de la región, para ello los hombres se visten de suavos (soldado francés), y las mujeres de margaritas (en un inicio el baile era ejecutado entre hombres vistiéndose algunos de mujeres a los que se les denominaba "maringuias", posteriormente la participación de la mujer resultó importante creándose así el personaje de las margaritas). Para la gente que baila resulta una burla al ejército más poderoso de la época, el francés, derrotado el día 5 de mayo de 1862. Uno de los personajes más representativos de este baile es don David Morales, quien ha bailado durante más de cincuenta años, manifestando que su maestro fue don Fortino Galicia, personaje que probablemente ya realizaba este baile a finales de 1800. Por lo que podemos afirmar que esta tradición lleva realizándose en Tepatlaxco por lo menos hace 150 años. El baile se lleva a cabo el domingo de ramos.
Se conmemora la Semana Santa con misas y procesiones; 1 ero y 2 de noviembre Todos Santos con ofrendas y arreglos florales y el 24 de diciembre Nochebuena.

### Música
En las fiestas patronales toca una banda musical con instrumentos de viento.

### Turismo

#### Arquitectura
Tepatlaxco cuenta con cuatro centros religiosos:
•Parroquia de San Sebastián.
•Templo del Calvario.
•Santuario de la virgen de Guadalupe.
•Capilla-Paradero Siendo las dos primeras     las más antiguas.

##### Templo de Calvario
Es la edificación más antigua y que según nuestros títulos primordiales. La mandó a construir nuestro fundador, es decir data de fines del siglo XVI y según una inscripción que se encontraba en uno de los arcos se terminó de construir en la primera mitad de 1700.

##### Parroquia de San Sebastián Mártir
Para esta edificación no se ha encontrado ninguna referencia sobre la época en que se construyó pero según el catálogo del INAH, data del siglo XVIII, este templo lolel más representativo para Tepatlaxco, pues es ahí donde se venera al santo patrono San Sebastián.
Capilla-Paradero
Este edificio es una capilla de pequeño tamaño donde se expone un cuadro de  la Virgen de Guadalupe, anteriormente y hasta el 2018 era un edificio antiguo pero dado las construcciones de carretera implementadas por el gobierno local, se sustituyó por una nueva construcción dando el nombre de "Paradero La Capilla".

## Artesanías
Se elaboran vigas de madera. Además se dispone de la elaboración de huaraches en talleres particulares, esto con el objetivo de surtir a las personas que se dedican al comercio de este producto en otros estados de la República.

## Gastronomía
El tradicional mole poblano, los tamales de manteca y sal, las tortillas de maíz y las Hojaldras. Calabaza conocido como tlashacualotl y conservas de frutas como tejocote, durazno y pera. Además de elaborar como bebida un pulque muy sabroso.

## Deporte
El fútbol es el deporte más practicado en Tepatlaxco. Ningún equipo pertenece aún a una liga profesional. Se celebró la Primera Copa Cruz Azul en marzo del 2012.